# Iophon hesperidesi
Iophon hesperidesi är en svampdjursart som beskrevs av Rios, Cristobo och Victoriano Urgorri 2004. Iophon hesperidesi ingår i släktet Iophon och familjen Acarnidae. Inga underarter finns listade i Catalogue of Life.